# Aloe serriyensis
Aloe serriyensis är en grästrädsväxtart som beskrevs av John Jacob Lavranos. Aloe serriyensis ingår i släktet Aloe och familjen grästrädsväxter. Inga underarter finns listade i Catalogue of Life.